# Justin Williams
Justin Williams (4. října 1981) je bývalý profesionální kanadský hokejový útočník.

## Hráčská kariéra
v roce 2000 byl draftován v prvním kole klubem Philadelphia Flyers. V roce 2004 byl vyměněn do Caroliny, kde v roce 2006 vyhrál Stanley Cup. 1. července 2006 podepsal s Carolinou pětiletý kontrakt. 5. března 2009 přestoupil ke klubu Los Angeles Kings v rámci trojitého přestupu v němž dále figurovali Patrick O’Sullivan a Erik Cole.

## Ocenění a úspěchy
- 2000 CHL - Top Prospects Game
- 2000 OHL - Nejlepší střelec v playoff
- 2000 OHL - Nejproduktivnější hráč v playoff
- 2007 NHL - All-Star Game
- 2014 NHL - Conn Smythe Trophy

## Klubové statistiky
| Sezona     | Klub                  | Soutěž     | Základní část | Základní část | Základní část | Základní část | Základní část | Play off | Play off | Play off | Play off | Play off |
| Sezona     | Klub                  | Soutěž     | Z             | G             | A             | B             | TM            | Z        | G        | A        | B        | TM       |
| ---------- | --------------------- | ---------- | ------------- | ------------- | ------------- | ------------- | ------------- | -------- | -------- | -------- | -------- | -------- |
| 1998–99    | Compuware Ambassadors | NAHL       | 9             | 4             | 2             | 6             | 23            | —        | —        | —        | —        | —        |
| 1998–99    | Plymouth Whalers      | OHL        | 47            | 4             | 8             | 12            | 28            | 7        | 1        | 2        | 3        | 0        |
| 1999–00    | Plymouth Whalers      | OHL        | 68            | 37            | 46            | 83            | 46            | 23       | 14       | 16       | 30       | 10       |
| 2000–01    | Philadelphia Flyers   | NHL        | 63            | 12            | 13            | 25            | 22            | —        | —        | —        | —        | —        |
| 2001–02    | Philadelphia Flyers   | NHL        | 75            | 17            | 23            | 40            | 32            | 5        | 0        | 0        | 0        | 4        |
| 2002–03    | Philadelphia Flyers   | NHL        | 41            | 8             | 16            | 24            | 22            | 12       | 1        | 5        | 6        | 8        |
| 2003–04    | Philadelphia Flyers   | NHL        | 47            | 6             | 20            | 26            | 32            | —        | —        | —        | —        | —        |
| 2003–04    | Carolina Hurricanes   | NHL        | 32            | 5             | 13            | 18            | 32            | —        | —        | —        | —        | —        |
| 2004–05    | Luleå HF              | SEL        | 49            | 14            | 18            | 32            | 61            | 4        | 0        | 1        | 1        | 29       |
| 2005–06    | Carolina Hurricanes   | NHL        | 82            | 31            | 45            | 76            | 60            | 25       | 7        | 11       | 18       | 34       |
| 2006–07    | Carolina Hurricanes   | NHL        | 82            | 33            | 34            | 67            | 73            | —        | —        | —        | —        | —        |
| 2007–08    | Carolina Hurricanes   | NHL        | 37            | 9             | 21            | 30            | 43            | —        | —        | —        | —        | —        |
| 2008–09    | Carolina Hurricanes   | NHL        | 32            | 3             | 7             | 10            | 9             | —        | —        | —        | —        | —        |
| 2008–09    | Los Angeles Kings     | NHL        | 12            | 1             | 3             | 4             | 8             | —        | —        | —        | —        | —        |
| 2009–10    | Los Angeles Kings     | NHL        | 49            | 10            | 19            | 29            | 39            | 3        | 0        | 1        | 1        | 2        |
| 2010–11    | Los Angeles Kings     | NHL        | 73            | 22            | 35            | 57            | 59            | 6        | 3        | 1        | 4        | 2        |
| 2011–12    | Los Angeles Kings     | NHL        | 82            | 22            | 37            | 59            | 44            | 20       | 4        | 11       | 15       | 12       |
| 2012–13    | Los Angeles Kings     | NHL        | 48            | 11            | 22            | 33            | 22            | 18       | 6        | 3        | 9        | 8        |
| 2013–14    | Los Angeles Kings     | NHL        | 82            | 19            | 24            | 43            | 48            | 26       | 9        | 16       | 25       | 35       |
| 2014–15    | Los Angeles Kings     | NHL        | 81            | 18            | 23            | 41            | 29            | —        | —        | —        | —        | —        |
| 2015–16    | Los Angeles Kings     | NHL        | 82            | 22            | 30            | 52            | 36            | 12       | 3        | 4        | 7        | 14       |
| 2016–17    | Washington Capitals   | NHL        | 80            | 24            | 24            | 48            | 50            | 13       | 3        | 6        | 9        | 6        |
| 2017/18    | Carolina Hurricanes   | NHL        | 82            | 16            | 35            | 51            | 56            | —        | —        | —        | —        | —        |
| 2018/19    | Carolina Hurricanes   | NHL        | 82            | 23            | 30            | 53            | 44            | 15       | 4        | 3        | 7        | 18       |
| 2019/20    | Carolina Hurricanes   | NHL        | 20            | 8             | 3             | 11            | 6             | 7        | 1        | 0        | 1        | 9        |
| NHL celkem | NHL celkem            | NHL celkem | 1264          | 320           | 477           | 797           | 766           | 162      | 41       | 61       | 102      | 152      |

### Reprezentační statistiky
| 2002        | Kanada      | MS          | 5  | 0 | 3 | 3 | 6  |
| 2004        | Kanada      | MS          | 9  | 0 | 0 | 0 | 4  |
| 2007        | Kanada      | MS          | 9  | 1 | 2 | 3 | 16 |
| Celkem v MS | Celkem v MS | Celkem v MS | 23 | 1 | 5 | 6 | 26 |